# مائوریتسیو میکلی
مائوریتسیو میکلی (ایتالیایی: Maurizio Micheli؛ زادهٔ ۳ فوریهٔ ۱۹۴۷) هنرپیشه، کمدین اهل ایتالیا است.
از فیلم‌هایی که وی در آن نقش داشته‌است،  می‌توان به تراس، پینوکیو، کافه اکسپرس، ریمینی ریمینی، والس، ریمینی ریمینی - یک سال بعد، چیزهایی برای ثروتمندان و زن‌ها دیوانه‌ام می‌کنند اشاره کرد.
وی همچنین برندهٔ جوایزی همچون نشان شایستگی از جمهوری ایتالیا شده‌است.